# Ein Fall für zwei: Blinder Haß
Blinder Haß ist der Titel der 44. Episode der Krimiserie Ein Fall für zwei mit Günter Strack und Claus Theo Gärtner in den Hauptrollen.
Der Privatdetektiv Josef Matula agiert in dieser Folge als Leibwächter für den Rechtsanwalt Dr. Renz, auf den mehrere Anschläge verübt werden, um ihn von seinem Mandat abzuhalten.

## Handlung
Nach einem gemeinsamen Pokerspiel beschuldigt der Nachtclubbesitzer und Drogendealer Althoff seinen Mitspieler Hagenfeld, den siegreichen Döring in seinem Pool ermordet zu haben. Dr. Renz übernimmt die Verteidigung Hagenfelds, nachdem ein Kollege unerwartet verstorben ist, und beauftragt Josef Matula, die Hintergründe des Falls zu untersuchen. Am Abend erhält Renz eine telefonische Drohung, die er zunächst nicht ernst nimmt. Tags darauf folgt eine schriftliche Aufforderung, seine Arbeit an dem Fall unverzüglich einzustellen. Kurz darauf wird eine kleine Bombe durch das Fenster seines Hauses geworfen. Matula übernimmt daraufhin den Personenschutz für Renz. Am folgenden Tag finden die beiden die verwüstete Kanzlei vor. Wenig später wird ein Autounfall durch ausgelegte Krähenfüße provoziert.
In einem Restaurant versucht Matula unter falschem Namen, mit Althoff ins Gespräch zu kommen, indem er ihm Kokain zum Weiterverkauf anbietet. Von einem Hotelzimmer aus ruft Renz später bei Althoff an und bittet ihn um ein persönliches Treffen. Dieser lädt ihn dementsprechend zwar zu sich ein, hält sich jedoch verborgen, als Renz eintrifft. Hagenfeld verdächtigt Althoff, die Attentate in Auftrag gegeben zu haben.
Matula sucht einen Boxclub auf, um Kontakt zu Kalle Barowski herzustellen, der wenige Tage zuvor aus der Haft entlassen worden war und möglicherweise ebenfalls Rachepläne gegen Renz hegen könnte. Dieser Verdacht erweist sich jedoch letztlich als unbegründet.
Althoff lässt sich unter dem Vorwand eines Nervenzusammenbruchs in ein Sanatorium einweisen, offenbar um den Prozess gegen Hagenfeld, bei dem er als Zeuge geladen ist, zu verzögern. Matula sucht ihn dort auf und fertigt Fotos an, die belegen, dass Althoff verhandlungsfähig ist. Auf diesen Bildern erkennt Renz Althoff wieder. Kurz darauf wird er jedoch von einem angeblichen Fensterputzer mit Reizgas attackiert, was seine Sehkraft für mehrere Wochen beeinträchtigt. Dennoch besteht er darauf, den Prozess wie geplant durchzuführen und lässt sich selbst als Zeugen vernehmen. Er beschuldigt Althoff, die Anschläge gegen ihn veranlasst zu haben, um zu verhindern, dass er ihn aufgrund eines früheren Zusammentreffens identifiziert. Renz hatte Althoff acht Jahre zuvor in einem Hotelzimmer in Hamburg bei einem Mord ertappt und war im Zuge dessen von ihm niedergeschlagen worden. Hagenfeld wird letztlich freigesprochen, da Althoff als Mörder entlarvt wird und somit als Hauptbelastungszeuge im aktuellen Fall unglaubwürdig erscheint.

## Hintergrund

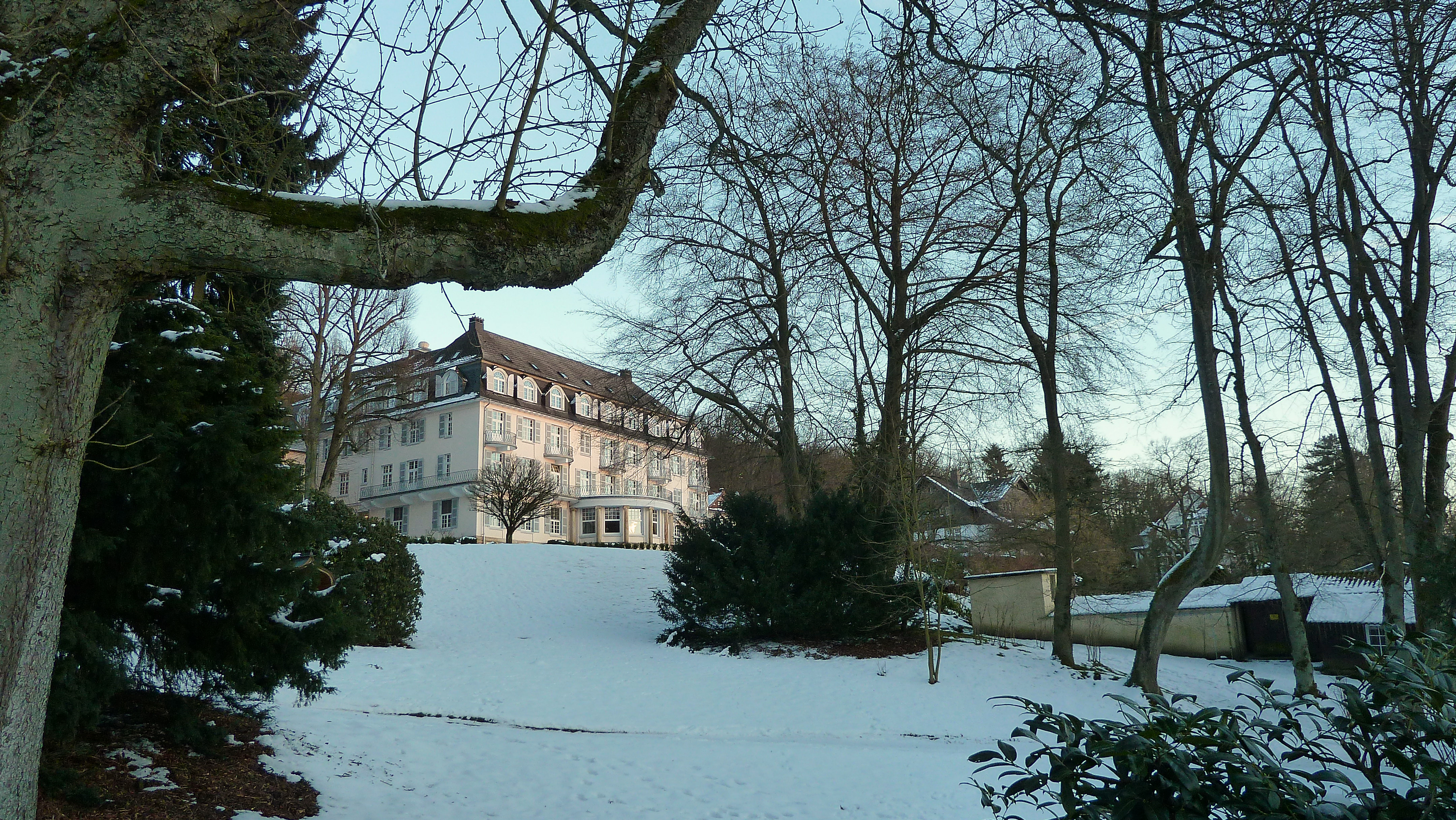
Sanatorium, aufgenommen aus ähnlicher Perspektive wie in der Episode

Die Episode wurde überwiegend im Rhein-Main-Gebiet gedreht. Die Landstraßenszenen wurden zum Teil auf der Bundesstraße 260 nordwestlich von Wiesbaden aufgenommen. Bei dem Sanatorium, in dem sich Althoff aufhält, handelt es sich um die heutige Privatklinik Dr. Amelung in Königstein im Taunus.